# آیتون اسکوتیش بوردرز
آیتون اسکوتیش بوردرز (به انگلیسی: Ayton) یک روستا در بریتانیا است که در اسکوتیش بوردرز واقع شده‌است. آیتون اسکوتیش بوردرز ۵۱۹ نفر جمعیت دارد.